# Niki Haris
Niki Haris (nascida em 17 de abril de 1962) é uma atriz, bailarina e cantora de pop, R&B, dance music e jazz, mais conhecida por ter sido uma das backing vocals de Madonna por 14 anos 1987 a 2001, além de ter sido  vocalista convidada em vários singles do Snap! no início da década de 1990.

## Biografia
Niki Haris nasceu Gina Nichole Haire em Benton Harbor, Michigan em 17 de abril de 1962, filha do  jazzista Gene Harris. Ela frequentou a faculdade no sul da Califórnia, antes de prosseguir uma carreira cantando em parques de diversões e clubes na região da Califórnia.

## Créditos vocais
- "Do Anything" by Natural Selection (group)|Natural Selection featuring Niki Haris (1991); (reached #2 on the Billboard Hot 100)
- "There's No Business Like Show Business" (during credits of Noises Off...)
- "Exterminate! (song)|Exterminate!",  (1992 hit performed with Snap!)
- "What's It Gonna Be" (Early 1990s #1 dance club chart hit produced by John Benitez|John Jellybean Benitez)
- "Do You See The Light (Looking For)" (1993 hit performed with Snap!, re-released and remixed for European market in 2002)
- "Where Are The Boys, Where Are The Girls?" with Snap!. Featured on the CD album release of "Welcome To Tomorrow"
- "Battle Hymn of the Republic" (from Gene Harris "In His Hands" (1996) album)
- "Total Love" (Hit single in Italy and Germany 2000-2001)
- "The One" (Co-written by Haris from Dark Angel (TV series)|Dark Angel Soundtrack, 2002)
- "Let Me Hear The Music" (Single from 2006 produced by L.E.X.– DJ Eddie X and Luigi Gonzalez– for 3 Monkeys Productions)
- "I Will Always Be There"(Urban Legends: Bloody Mary Soundtrack)
- "Bad, Bad Boy"  ( #1 on the U.S. Billboard Hot Dance Club Play Chart in 2009 )*
- "This Time Baby" ( U.S. Billboard  Hot Dance Club Play top 10 hit single 2009 )*

## Álbuns
- Live In Switzerland (jazz)
- Niki Haris Live (jazz)
- Niki Haris and Friends (jazz)
- The Beginning (gospel)
- Dance (pop/dance)

## Filmografia
- Heat (1995)
- Visa (company)|Visa] commercial (2007)
- clipe da musica vogue de madonna
- vogue ao vivo mtv
- clipe da música MUSIC de Madonna